# King Sabata Dalindyebo Local Municipality
King Sabata Dalindyebo (englisch King Sabata Dalindyebo Local Municipality) ist eine Lokalgemeinde im Distrikt OR Tambo der südafrikanischen Provinz Ostkap. Der Verwaltungssitz der Gemeinde befindet sich in Mthatha. Bürgermeister ist Goodman Nyaniso Nelani.
Die Gemeinde ist nach dem traditionellen Thembu-Herrscher Sabata Jonguhlanga Dalindyebo (1928–1986) benannt.

## Städte und Orte
- Amendu
- Chris Hani
- Coffee Bay
- Joe Slovo
- Mabheleni A
- Mandela Park
- Mhlahlane
- Mpafana
- Mthatha (ehemals Umtata)
- Mqanduli
- Ngaphezulu
- Payne

## Bevölkerung
Im Jahr 2011 hatte die Gemeinde 451.710 Einwohner. Davon waren 98,5 % schwarz und 0,8 % Coloured. Erstsprache war zu 90,4 % isiXhosa, zu 3,5 % Englisch und zu 0,7 % Afrikaans.